# Olympia Bob- und Rodelbahn Trebević
Koordinaten: 43° 50′ 28″ N, 18° 26′ 32″ O
Die Olympia Bob- und Rodelbahn Trebević (bosnisch Olimpijska staza za bob i sankanje Trebević) war eine Kunsteisbahn am Nordhang des Berges Trebević am südlichen Stadtrand der bosnischen Hauptstadt Sarajevo. Die Bahn war bei den Olympischen Winterspielen 1984 Austragungsort für die Wettbewerbe im Rennrodeln und Bobfahren.
Die Bahn ist von der Bergstation der Trebević-Seilbahn zu Fuß in wenigen Minuten zu erreichen. Unweit des Zielbereiches befindet sich die Ruine des Observatoriums Bistrik kula.

## Galerie

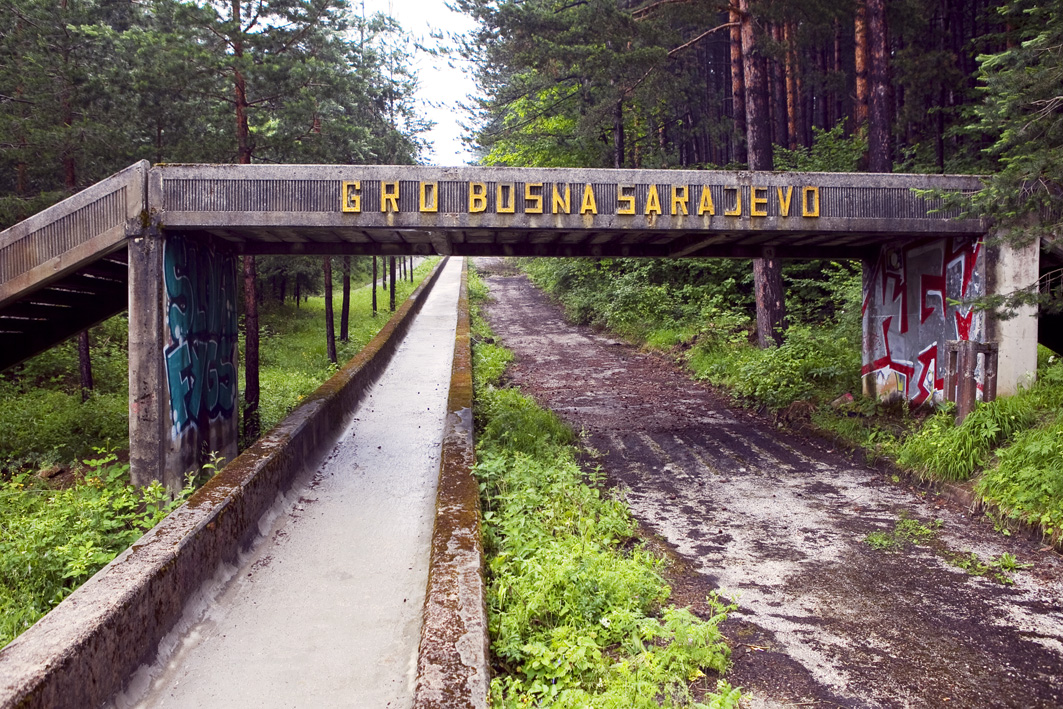
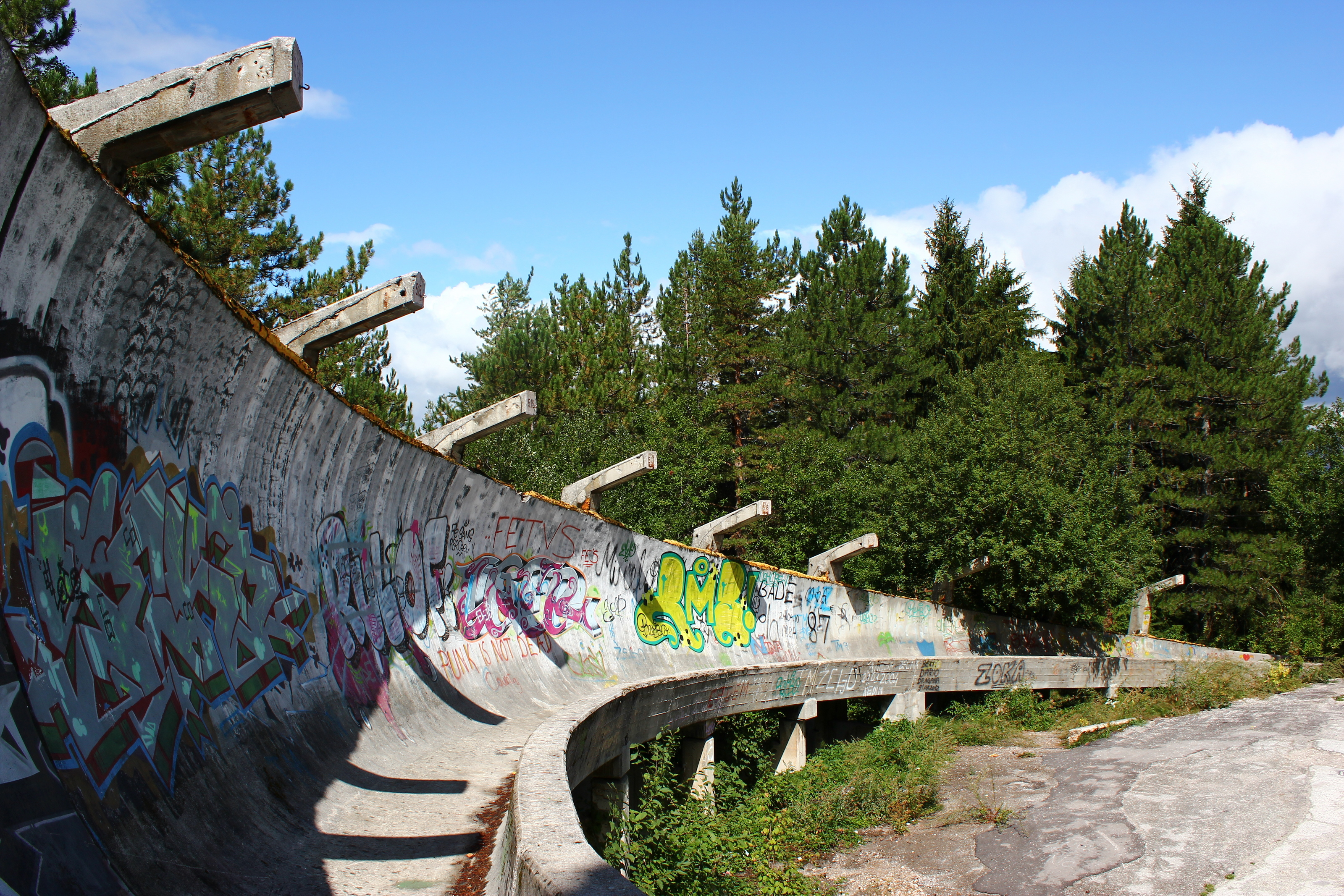
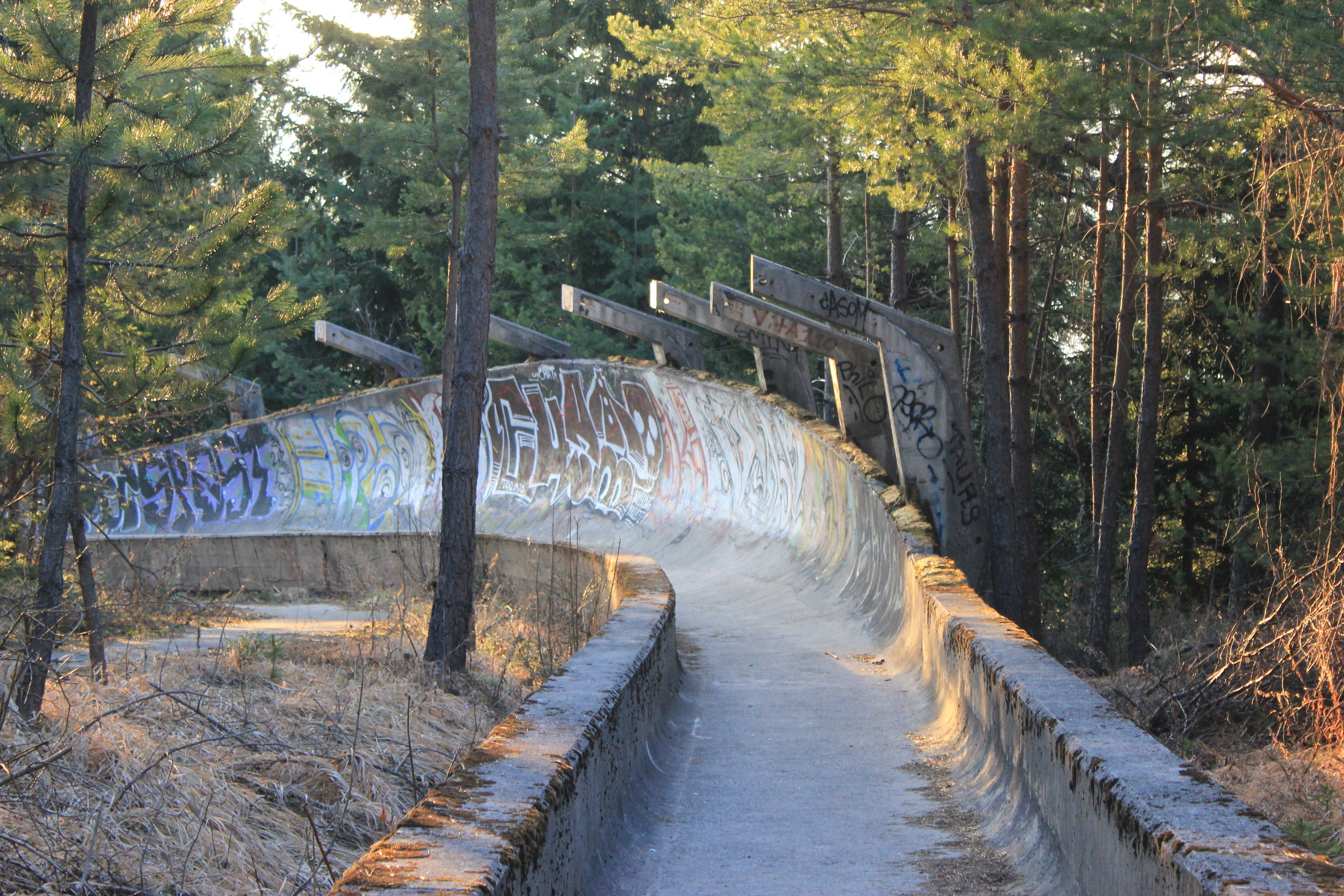
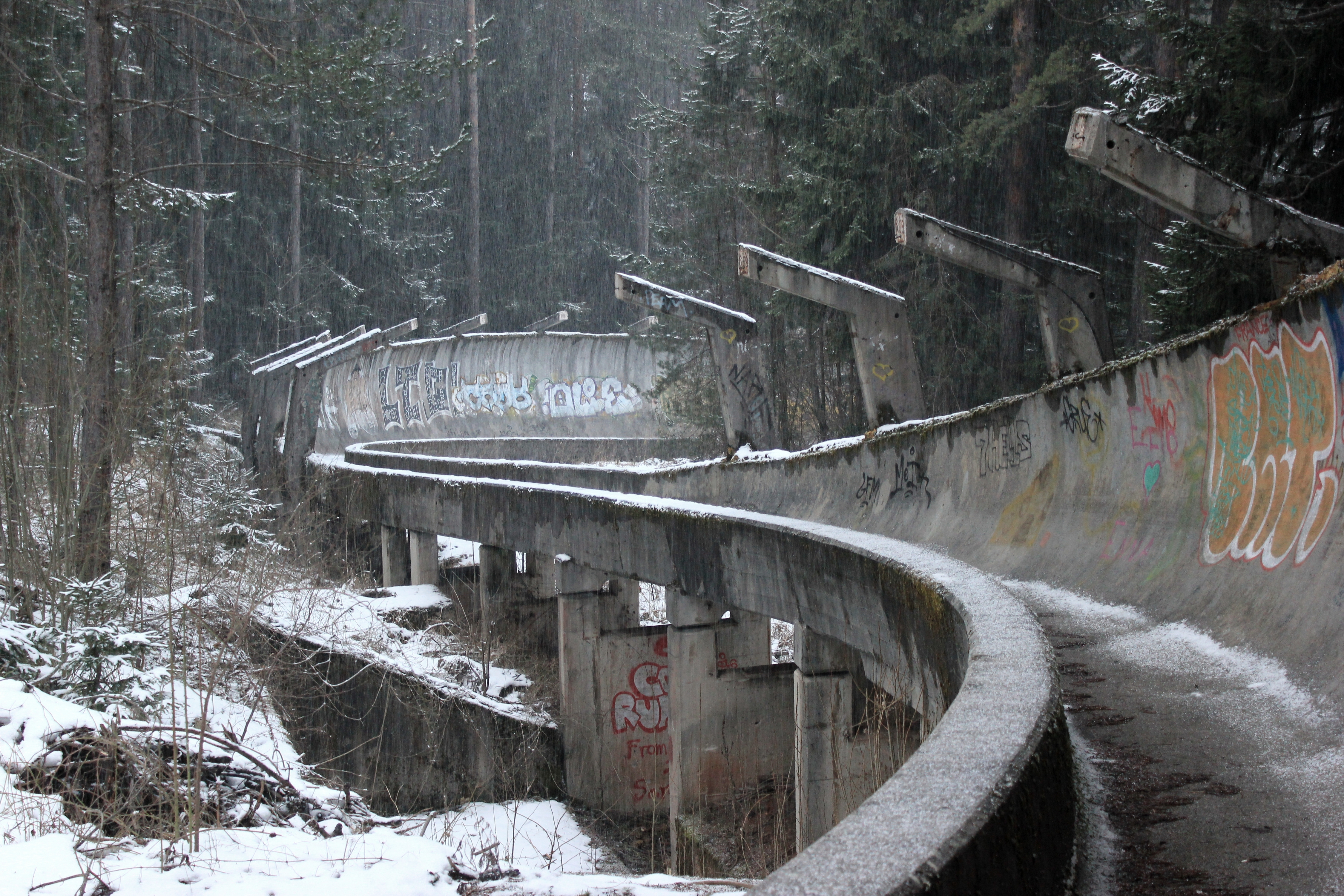

## Geschichte

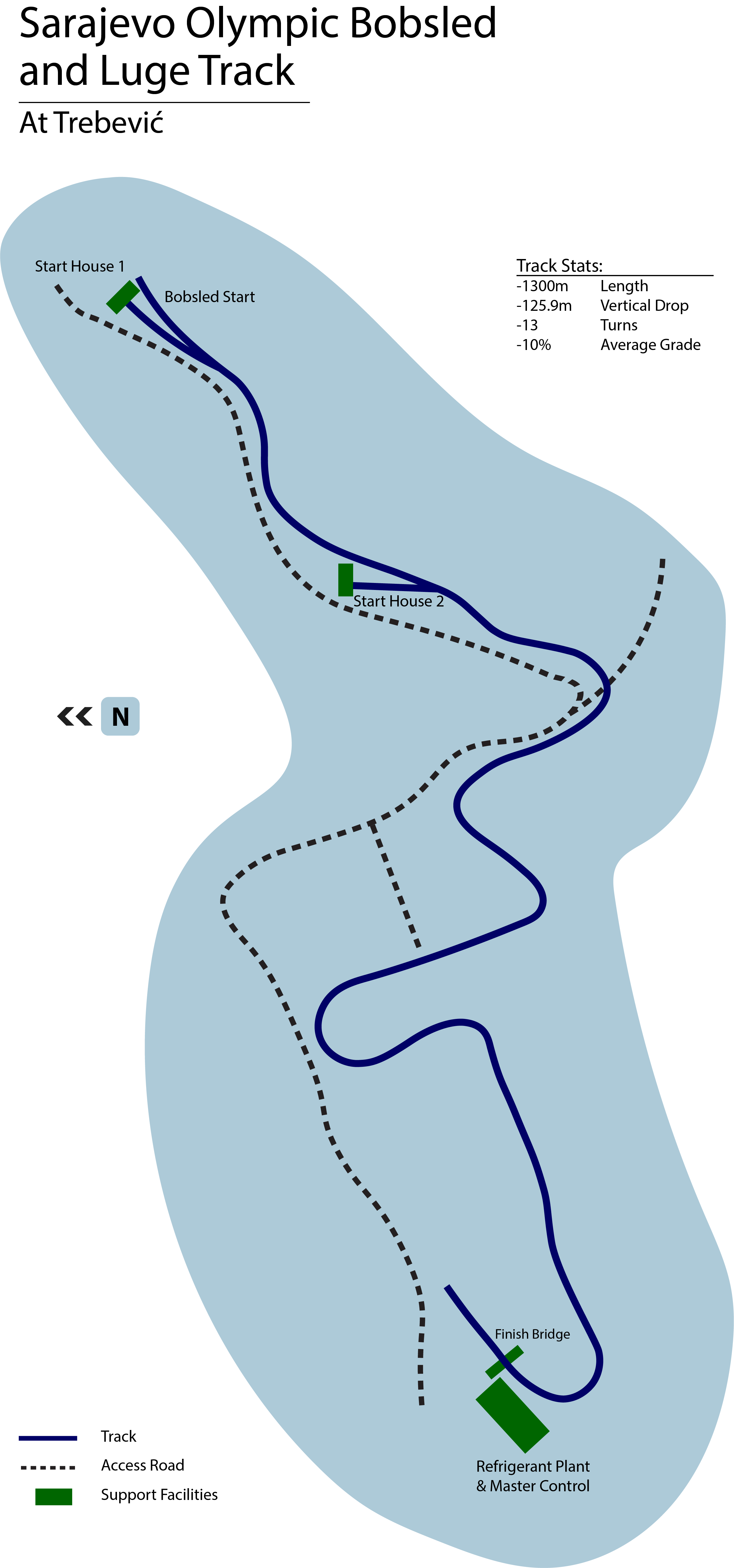
Plan der Bahn

Als 1977 die Olympischen Winterspiele 1984 nach Sarajevo vergeben wurden, musste eine Bob- und Rodelbahn erbaut werden. Nach erfolgter Baugenehmigung begannen die Arbeiten am 1. Juni 1981 und wurden am 30. September 1982 mit Gesamtkosten von 563.209.000 YUD abgeschlossen. Der erste internationale Wettbewerb, der auf der Bahn ausgetragen wurde, war die Bob-Europameisterschaft 1983. Nach den Olympischen Winterspielen wurde die Strecke bis zum Beginn des Bosnienkrieges 1991 für Weltcup-Rennen genutzt. Des Weiteren war die Bahn Austragungsort für die Skeleton-Europameisterschaft 1985, 1987, 1988. Während des Krieges wurde die Bahn stark beschädigt. Im Zuge der Belagerung von Sarajevo wurde die hoch über der Stadt gelegene Bahn von bosnisch-serbischen Truppen als Artillerieposition genutzt. Nach Kriegsende war die Umgebung der Bobbahn noch bis in die 2000er Jahre vermint. Dennoch wurde die Bahn selbst u. a. für Graffiti und Radfahren genutzt. Ab 2014 begannen Restaurierungsarbeiten, damit die Bahn für Sommerrodeln und andere Sommeraktivitäten genutzt werden kann. Mit Austragung des Europäischen Olympischen Winter-Jugendfestivals 2019 in Sarajevo gab es Überlegungen, auf der Bahn Rennen auszutragen, jedoch wurden diese Pläne wegen der hohen Kosten nicht umgesetzt.